# Nati nel 1975/Settembre
| Questa pagina contiene informazioni ricavate automaticamente dalle voci biografiche con l'ausilio del template Bio e di un bot. L'aggiornamento è periodico e automatico e ricostruisce completamente la pagina. Se manca una persona in questa lista, sei pregato di non aggiungerla, ma accertati piuttosto che la sua voce biografica contenga il template Bio e che i dati anagrafici siano correttamente compilati. Se il template Bio manca, inseriscilo tu stesso o, in alternativa, metti l'avviso {{tmp\|Bio}} che ne segnala la mancanza. Se i dati riportati sono sbagliati, correggi direttamente la voce biografica; le modifiche saranno visibili in questa lista entro pochi giorni. Per chiarimenti vedi il progetto biografie. La lista contiene solo le 347 persone che sono citate nell'enciclopedia e per le quali è stato implementato correttamente il template Bio. Pagina aggiornata al 10 ago 2025. |

- 1º settembre - Natalie Bassingthwaighte, cantante, attrice e conduttrice televisiva australiana
- 1º settembre - Vladimir Cuk, attore serbo
- 1º settembre - Deepak Dobriyal, attore indiano
- 1º settembre - Dudley Dorival, ex ostacolista statunitense
- 1º settembre - Maryana Iskander, imprenditrice egiziana
- 1º settembre - Cuttino Mobley, ex cestista statunitense
- 1º settembre - Heimana Paama, ex calciatore francese
- 1º settembre - Dario Pieri, ex ciclista su strada italiano
- 1º settembre - Maritza Rodríguez, attrice colombiana
- 1º settembre - Omar Rodríguez-López, chitarrista, produttore discografico e regista portoricano
- 1º settembre - J.R. Rotem, produttore discografico e musicista statunitense
- 1º settembre - Scott Speedman, attore inglese
- 1º settembre - Martyn Williams, rugbista a 15 gallese
- 2 settembre - Cory Barlog, regista, scrittore e autore di videogiochi statunitense
- 2 settembre - Marco Campomenosi, politico italiano
- 2 settembre - Rafael Castellín, ex calciatore venezuelano
- 2 settembre - Amadou Diallo, guineano († 1999)
- 2 settembre - Rene Eisner, ex arbitro di calcio austriaco
- 2 settembre - Csaba Fehér, ex calciatore ungherese
- 2 settembre - Magdalena Graaf, modella e cantante svedese
- 2 settembre - Samantha Quan, attrice e produttrice cinematografica canadese
- 2 settembre - Miguel Ángel Romero, ex calciatore argentino
- 2 settembre - Naoto Sakurai, ex calciatore giapponese
- 2 settembre - MC Chris, rapper, doppiatore e sceneggiatore statunitense
- 2 settembre - Stephen van Haestregt, batterista olandese
- 3 settembre - Zoran Antić, ex calciatore serbo
- 3 settembre - Daniel Chan, cantante, compositore e attore cinese
- 3 settembre - Cristobal Huet, hockeista su ghiaccio francese
- 3 settembre - Aleksandr Oniščuk, scacchista sovietico
- 3 settembre - Lodovico Pizzati, economista e politico italiano
- 3 settembre - Redfoo, cantante, musicista e danzatore statunitense
- 3 settembre - Stéphane Samson, ex calciatore francese
- 3 settembre - Dmitrij Stëpuškin, bobbista russo († 2022)
- 3 settembre - Christian Vinck, ex tennista tedesco
- 3 settembre - Wang Juan, ex atleta paralimpica cinese
- 4 settembre - Sergio Ballesteros, ex calciatore spagnolo
- 4 settembre - Mate Čuljak, allenatore di calcio a 5 e giocatore di calcio a 5 croato († 2017)
- 4 settembre - Mikhail Mamleev, orientista russo
- 4 settembre - Mark Ronson, cantante, disc jockey e produttore discografico britannico
- 4 settembre - Yoani Sánchez, blogger e giornalista cubana
- 4 settembre - Dominic Seiterle, canottiere canadese
- 4 settembre - Vincenzo Telesca, politico italiano
- 4 settembre - Alain Turicchia, ex ciclista su strada italiano
- 5 settembre - George Boateng, allenatore di calcio e ex calciatore olandese
- 5 settembre - André Diniz, fumettista brasiliano
- 5 settembre - Jang Hye-jin, attrice sudcoreana
- 5 settembre - Moses Moreno, ex giocatore di football americano statunitense
- 5 settembre - Andris Naudužs, ex ciclista su strada lettone
- 5 settembre - Gregory Strong, allenatore di calcio e ex calciatore inglese
- 5 settembre - Josephus Yenay, ex calciatore liberiano
- 5 settembre - Kimika Yoshino, attrice e modella giapponese
- 6 settembre - Sylvie Becaert, ex biatleta e fondista francese
- 6 settembre - Abel Caballero, schermidore cubano
- 6 settembre - Tormento, rapper e produttore discografico italiano
- 6 settembre - Patrick Fischer, allenatore di hockey su ghiaccio e ex hockeista su ghiaccio svizzero
- 6 settembre - Emiliano Gucci, scrittore italiano
- 6 settembre - Kalle Kiiskinen, giocatore di curling finlandese
- 6 settembre - Christof Leng, politico e informatico tedesco
- 6 settembre - Claudia Mongini, saggista e critica cinematografica italiana
- 6 settembre - Emanuele Pellegrini, politico italiano
- 6 settembre - Oleg Perepečënov, ex sollevatore russo
- 6 settembre - Patxi Puñal, ex calciatore spagnolo
- 6 settembre - Oriol Ripol, rugbista a 15, allenatore di rugby a 15 e procuratore sportivo spagnolo
- 6 settembre - Gala, cantautrice, fotografa e produttrice discografica italiana
- 6 settembre - Ryōko Tamura, ex judoka giapponese
- 7 settembre - Norifumi Abe, pilota motociclistico giapponese († 2007)
- 7 settembre - Reto Burgermeister, fondista svizzero
- 7 settembre - Gabriele Cioffi, allenatore di calcio e ex calciatore italiano
- 7 settembre - Malik Dixon, ex cestista statunitense
- 7 settembre - Domonkos Ferjancsik, schermidore ungherese
- 7 settembre - Marie-Agnès Gillot, ballerina francese
- 7 settembre - Suguru Itō, ex calciatore giapponese
- 7 settembre - Andrij Mel'nyk, diplomatico e politico ucraino
- 7 settembre - Hendrick Mokganyetsi, ex velocista sudafricano
- 7 settembre - Renato Sobral, artista marziale misto brasiliano
- 7 settembre - Harold Wallace, allenatore di calcio e ex calciatore costaricano
- 7 settembre - Whayne Wilson, calciatore costaricano († 2005)
- 8 settembre - Mario Bazina, ex calciatore croato
- 8 settembre - Liz May Brice, attrice britannica
- 8 settembre - Mike Brown, artista marziale misto statunitense
- 8 settembre - Kobi Farhi, cantante israeliano
- 8 settembre - Paolo Foglio, allenatore di calcio e ex calciatore italiano
- 8 settembre - Alberto Giuliani, fotografo e giornalista italiano
- 8 settembre - Richard Hughes, batterista britannico
- 8 settembre - Russ Kun, politico nauruano
- 8 settembre - Chris Latham, ex rugbista a 15 e allenatore di rugby a 15 australiano
- 8 settembre - Lee Eul-yong, allenatore di calcio e ex calciatore sudcoreano
- 8 settembre - Elena Lichovceva, ex tennista russa
- 8 settembre - Mikel Santiago, scrittore spagnolo
- 8 settembre - Larenz Tate, attore statunitense
- 8 settembre - John Thomas, ex cestista statunitense
- 8 settembre - Simone Verde, museologo italiano
- 9 settembre - Michael Bublé, cantante, attore e produttore discografico canadese
- 9 settembre - Lorenzo Coleman, cestista statunitense († 2013)
- 9 settembre - Jari Colla, politico italiano
- 9 settembre - Jo Jo Garcia, ex cestista e allenatore di pallacanestro statunitense
- 9 settembre - Jörg Ludewig, ex ciclista su strada tedesco
- 9 settembre - Anton Oliver, ex rugbista a 15 neozelandese
- 9 settembre - Andrej Solomatin, ex calciatore russo
- 9 settembre - Dorota Zagórska, ex pattinatrice artistica su ghiaccio polacca
- 10 settembre - Kyle Bornheimer, attore statunitense
- 10 settembre - Rupee, musicista barbadiano
- 10 settembre - Fabien Gabel, direttore d'orchestra francese
- 10 settembre - Viktor Kassai, arbitro di calcio ungherese
- 10 settembre - Gustavo Lombardi, ex calciatore argentino
- 10 settembre - José Alberto Martínez, ex ciclista su strada spagnolo
- 10 settembre - Giuseppe Palumbo, ciclista su strada italiano
- 10 settembre - Galina Rytova, ex pallanuotista e allenatrice di pallanuoto russa
- 10 settembre - Stuart Wardley, allenatore di calcio e ex calciatore inglese
- 10 settembre - Nobuhisa Yamada, ex calciatore giapponese
- 10 settembre - Devrim Özder Akın, attore turco
- 11 settembre - Sayed Abdel Kader, ex giocatore di calcio a 5 egiziano
- 11 settembre - Caterina Bini, politica italiana
- 11 settembre - Maru Campos, politica messicana
- 11 settembre - Asia D'Argento, ex attrice pornografica italiana
- 11 settembre - Chris Holland, ex calciatore inglese
- 11 settembre - Jolie Holland, cantautrice statunitense
- 11 settembre - Pierre Issa, dirigente sportivo e ex calciatore sudafricano
- 11 settembre - Diadenis Luna, ex judoka cubana
- 11 settembre - Christian Ravaglioli, polistrumentista e compositore italiano
- 11 settembre - Sally Seltmann, cantautrice australiana
- 12 settembre - Everaldo Barbosa, ex calciatore brasiliano
- 12 settembre - Belinda Colling, ex cestista neozelandese
- 12 settembre - Evanílson, ex calciatore brasiliano
- 12 settembre - Giammarco Frezza, allenatore di calcio e ex calciatore italiano
- 12 settembre - William Ashley Kirby, ex nuotatore australiano
- 12 settembre - Alessia Rotta, politica italiana
- 12 settembre - Bee Taechaubol, imprenditore thailandese
- 12 settembre - Carina Zampini, attrice e conduttrice televisiva argentina
- 13 settembre - Sandy Balestra, ex attrice pornografica e politica svizzera
- 13 settembre - Ian Carey, produttore discografico e disc jockey statunitense († 2021)
- 13 settembre - Peter Ho, attore e cantante statunitense
- 13 settembre - Sonia Huguet, ex ciclista su strada francese
- 13 settembre - Akimine Kamijyo, fumettista giapponese
- 13 settembre - Sean McClain, schermidore statunitense
- 13 settembre - Abdelnasser Ouadah, ex calciatore algerino
- 13 settembre - Martín Schusterman, ex rugbista a 15 argentino
- 13 settembre - Patricia Spehar, modella francese
- 13 settembre - Idan Tal, ex calciatore israeliano
- 14 settembre - Tomás Campos, ex calciatore messicano
- 14 settembre - John Haughm, musicista statunitense
- 14 settembre - Iliana Ivanova, economista e politica bulgara
- 14 settembre - João Rafael Kapango, ex calciatore mozambicano
- 14 settembre - Babak Najafi, regista e sceneggiatore iraniano
- 14 settembre - Romain Poite, arbitro di rugby a 15 francese
- 14 settembre - Corneliu Porumboiu, regista e sceneggiatore rumeno
- 14 settembre - Licia Ronzulli, politica italiana
- 14 settembre - Marian Simion, ex pugile rumeno
- 14 settembre - Boris Vasković, ex calciatore serbo
- 14 settembre - Marcos Joaquim dos Santos, ex calciatore brasiliano
- 15 settembre - Danilo Aceval, ex calciatore paraguaiano
- 15 settembre - Joaquim Agostinho da Silva Ribeiro, ex calciatore portoghese
- 15 settembre - Robyn Ah Mow, ex pallavolista statunitense
- 15 settembre - Carlos Filipe, ex calciatore portoghese
- 15 settembre - Stephen Eaton, atleta paralimpico australiano
- 15 settembre - Francesco Foiera, cestista italiano
- 15 settembre - Brian Klugman, attore statunitense
- 15 settembre - Katrina Miller, ex mountain biker australiana
- 15 settembre - Mark Miller, ex cestista e allenatore di pallacanestro statunitense
- 15 settembre - Maksym Pavlenko, allenatore di calcio a 5 e ex giocatore di calcio a 5 ucraino
- 15 settembre - José Riveiro, allenatore di calcio spagnolo
- 15 settembre - Jimy Szymanski, allenatore di tennis e ex tennista venezuelano
- 15 settembre - Xian Dongmei, judoka cinese
- 16 settembre - Gal Fridman, velista israeliano
- 16 settembre - Mike Gizzi, ex cestista statunitense
- 16 settembre - Denique Graves, ex cestista e allenatrice di pallacanestro statunitense
- 16 settembre - Petra Haltmayr, ex sciatrice alpina tedesca
- 16 settembre - Antonio Hortelano, attore spagnolo
- 16 settembre - Iōakeim Iōakeim, ex calciatore cipriota
- 16 settembre - Shannon Noll, cantante australiano
- 16 settembre - Toks Olagundoye, attrice nigeriana
- 16 settembre - Pest, cantante norvegese
- 16 settembre - Amy Price-Francis, attrice inglese
- 16 settembre - Thekla Reuten, attrice olandese
- 16 settembre - Mohammed Sinwar, politico palestinese († 2025)
- 16 settembre - Tim Sullivan, atleta paralimpico australiano
- 16 settembre - Ray Tutt, ex cestista statunitense
- 16 settembre - Todd Weiner, ex giocatore di football americano statunitense
- 16 settembre - Candra Wijaya, ex giocatore di badminton indonesiano
- 16 settembre - Brett Williams, attore e regista sudafricano
- 16 settembre - María José Zaldívar, politica e avvocata cilena
- 16 settembre - Craig Zobel, regista, sceneggiatore e produttore cinematografico statunitense
- 16 settembre - Rossana de los Ríos, ex tennista paraguaiana
- 17 settembre - Iradj Alexander, pilota automobilistico svizzero
- 17 settembre - Paco Desiato, fumettista italiano
- 17 settembre - Jimmie Johnson, pilota automobilistico statunitense
- 17 settembre - Tayna Lawrence, ex velocista giamaicana
- 17 settembre - Constantine Maroulis, cantante e attore statunitense
- 17 settembre - Rui Óscar, ex calciatore portoghese
- 17 settembre - Alessandro Siani, attore, comico e cabarettista italiano
- 17 settembre - İlham Yadullayev, ex calciatore azero
- 17 settembre - Andrej Evgen'evič Zajcev, regista, sceneggiatore e produttore cinematografico russo
- 18 settembre - Richard Appleby, ex calciatore inglese
- 18 settembre - Megan Compain, ex cestista neozelandese
- 18 settembre - Igor Demo, allenatore di calcio e ex calciatore slovacco
- 18 settembre - Akihiro Endō, ex calciatore giapponese
- 18 settembre - Jason Gardener, ex velocista britannico
- 18 settembre - Carlos Armando Gruezo Quiñónez, ex calciatore ecuadoriano
- 18 settembre - Jorge Gutiérrez, ex pugile cubano
- 18 settembre - Johan Hansen, ex calciatore faroese
- 18 settembre - Antonio Iannone, politico italiano
- 18 settembre - Kanstancin Lukašyk, ex tiratore a segno bielorusso
- 18 settembre - Murriel Page, ex cestista e allenatrice di pallacanestro statunitense
- 18 settembre - Krisztina Pigniczki, ex pallamanista ungherese
- 18 settembre - Fabrice Reuperné, ex calciatore francese
- 18 settembre - Jason Sudeikis, attore, comico e sceneggiatore statunitense
- 18 settembre - 2Baba, cantante nigeriano
- 18 settembre - Yūssef al-Shāhed, politico e ingegnere tunisino
- 19 settembre - Eudalio Arriaga, ex calciatore colombiano
- 19 settembre - Pol van Boekel, arbitro di calcio e ex calciatore olandese
- 19 settembre - Marica Coco, attrice italiana
- 19 settembre - Caroline Fourest, scrittrice, giornalista e regista francese
- 19 settembre - Aurelia Frick, politica e avvocata liechtensteinese
- 19 settembre - Carmelo Galati, attore italiano
- 19 settembre - Wiz Kudowor, artista ghanese
- 19 settembre - Giorgio Lucenti, allenatore di calcio e ex calciatore italiano
- 19 settembre - Vjačaslaŭ Makaranka, ex lottatore bielorusso
- 19 settembre - Tomas Masiulis, allenatore di pallacanestro e ex cestista lituano
- 19 settembre - Jérôme Monnet, ex cestista francese
- 19 settembre - Laurențiu Reghecampf, allenatore di calcio e ex calciatore rumeno
- 19 settembre - António Zambujo, musicista e cantante portoghese
- 19 settembre - Fabio Viale, scultore italiano
- 20 settembre - Asia Argento, attrice, regista e musicista italiana
- 20 settembre - Moon Bloodgood, attrice, ex ballerina e ex modella statunitense
- 20 settembre - Manolo Caro, regista, sceneggiatore e produttore cinematografico messicano
- 20 settembre - Jimmy Fialdini, ex calciatore italiano
- 20 settembre - Hannibal Gheddafi, politico libico
- 20 settembre - Duccio Innocenti, allenatore di calcio e ex calciatore italiano
- 20 settembre - Juan Pablo Montoya, pilota automobilistico colombiano
- 20 settembre - Joe Roff, ex rugbista a 15 australiano
- 20 settembre - Gianluca Savoldi, allenatore di calcio e ex calciatore italiano
- 20 settembre - Thorsten Schmitt, ex combinatista nordico tedesco
- 20 settembre - Stefania Segnana, politica italiana
- 20 settembre - Wes Unseld, allenatore di pallacanestro statunitense
- 21 settembre - Mustafa Abdelatif, ex giocatore di calcio a 5 egiziano
- 21 settembre - Mihai Baicu, calciatore rumeno († 2009)
- 21 settembre - Ronny Deila, allenatore di calcio e ex calciatore norvegese
- 21 settembre - Barbara Guidolin, politica italiana
- 21 settembre - Per Thomas Linders, ex pallamanista svedese
- 21 settembre - Elie Rock Malonga, ex calciatore della Repubblica del Congo
- 21 settembre - Aleksandr Panov, ex calciatore russo
- 21 settembre - Nic Pizzolatto, scrittore, sceneggiatore e produttore televisivo statunitense
- 21 settembre - Massimiliano Presti, ex pattinatore di velocità in-line italiano
- 21 settembre - Erik Seletto, allenatore di sci alpino e ex sciatore alpino italiano
- 21 settembre - Vahid Shamsaei, allenatore di calcio a 5 e ex giocatore di calcio a 5 iraniano
- 21 settembre - Craig Thompson, fumettista statunitense
- 21 settembre - Fredrik Thorsen, ex calciatore norvegese
- 21 settembre - Pasquale Tridico, economista e politico italiano
- 21 settembre - Kaisa Varis, ex sciatrice nordica finlandese
- 22 settembre - Anja Dittmer, triatleta tedesca
- 22 settembre - Mireille Enos, attrice statunitense
- 22 settembre - Freddy Grisales, ex calciatore colombiano
- 22 settembre - Jonny Harris, attore canadese
- 22 settembre - Pompeo Iaquone, tecnico del suono italiano
- 22 settembre - Kim Dong-moon, ex giocatore di badminton sudcoreano
- 22 settembre - Javier López Vallejo, ex calciatore spagnolo
- 22 settembre - Carolina Márquez, cantante e disc jockey colombiana
- 22 settembre - Stefano Massini, scrittore, drammaturgo e personaggio televisivo italiano
- 22 settembre - Alessandra Merlin, ex sciatrice alpina italiana
- 22 settembre - Claudio Nolano, ex taekwondoka italiano
- 22 settembre - Recep Uçar, allenatore di calcio e ex calciatore turco
- 23 settembre - Laurent Batlles, allenatore di calcio e ex calciatore francese
- 23 settembre - Jaime Bergman, attrice e modella statunitense
- 23 settembre - Marcus Berrett, giocatore di squash inglese
- 23 settembre - Matteo Bragantini, politico italiano
- 23 settembre - Pasquale Colucci, pittore, chitarrista e compositore italiano
- 23 settembre - Vitalij Eremeev, ex hockeista su ghiaccio kazako
- 23 settembre - Norbert Ferré, illusionista e direttore artistico francese
- 23 settembre - Virgil Howe, disc jockey, musicista e produttore discografico britannico († 2017)
- 23 settembre - Héctor Hurtado, ex calciatore colombiano
- 23 settembre - Alex Karpovsky, attore, regista e sceneggiatore statunitense
- 23 settembre - Demetrio Lozano, ex pallamanista e allenatore di pallamano spagnolo
- 23 settembre - Eric Miller, ex rugbista a 15, allenatore di rugby a 15 e imprenditore irlandese
- 23 settembre - Frank Ostholt, cavaliere tedesco
- 23 settembre - Kip Pardue, attore e ex modello statunitense
- 23 settembre - Walid Regragui, allenatore di calcio e ex calciatore marocchino
- 23 settembre - Sergej Tetjuchin, ex pallavolista russo
- 24 settembre - Jana Dörries, ex nuotatrice tedesca
- 24 settembre - Tyler Hague, astronauta statunitense
- 24 settembre - Mutsumi Harada, ginnasta e allenatore di ginnastica giapponese
- 24 settembre - Chris Hill, triatleta australiano
- 24 settembre - Sergio Múñiz, attore, cantante e modello spagnolo
- 24 settembre - Kyle Turley, ex giocatore di football americano statunitense
- 24 settembre - Nikki Ziegelmeyer, ex pattinatrice di short track statunitense
- 25 settembre - Andrea Benfante, attore italiano
- 25 settembre - Daniela Ceccarelli, allenatrice di sci alpino e ex sciatrice alpina italiana
- 25 settembre - Mariusz Duda, cantante e bassista polacco
- 25 settembre - Ashley Fisher, ex tennista australiano
- 25 settembre - Alessandra Flora, paroliera e compositrice italiana
- 25 settembre - Matt Hasselbeck, ex giocatore di football americano statunitense
- 25 settembre - Martin Hyský, allenatore di calcio e ex calciatore ceco
- 25 settembre - Luca Ricci, regista teatrale, drammaturgo e direttore artistico italiano
- 25 settembre - Maya Sansa, attrice italiana
- 25 settembre - Eugenius Senuita, pentatleta lituano
- 26 settembre - Marius Corbett, ex giavellottista sudafricano
- 26 settembre - Francesca D'Oriano, ex tuffatrice italiana
- 26 settembre - Emma Härdelin, musicista svedese
- 26 settembre - Hans á Lag, ex calciatore faroese
- 26 settembre - Mirjam Melchers, ciclista su strada e ciclocrossista olandese
- 26 settembre - Jake Paltrow, regista, sceneggiatore e attore statunitense
- 26 settembre - Ricardo Emídio Ramalho Silva, allenatore di calcio e ex calciatore portoghese
- 26 settembre - Chiara Schoras, attrice tedesca
- 26 settembre - Francesca Senette, giornalista e conduttrice televisiva italiana
- 26 settembre - Valeria Sudano, politica italiana
- 26 settembre - Laurent Vila, allenatore di pallacanestro francese
- 26 settembre - Dmitrij Šukov, allenatore di calcio e ex calciatore russo
- 27 settembre - Tajama Abraham, ex cestista e allenatrice di pallacanestro americo-verginiana
- 27 settembre - Trifone Altieri, politico italiano
- 27 settembre - Edson Alvarado, ex calciatore messicano
- 27 settembre - Alessandro Giuli, giornalista e politico italiano
- 27 settembre - Ed Gray, ex cestista statunitense
- 27 settembre - Paolo Grimoldi, politico italiano
- 27 settembre - Chris Herren, ex cestista statunitense
- 27 settembre - Ismaël Koudou, ex calciatore burkinabé
- 27 settembre - Sam Lee, attore, cantante e rapper cinese
- 27 settembre - David Ljung, ex calciatore svedese
- 27 settembre - Dieudonné Mouyouma, allenatore di calcio e ex calciatore gabonese
- 27 settembre - Krzysztof Nowak, calciatore polacco († 2005)
- 27 settembre - Dmitri Spirin, ex calciatore azero
- 28 settembre - Karan Ashley, attrice, sceneggiatrice e produttrice cinematografica statunitense
- 28 settembre - Mandy Barnett, cantante e attrice teatrale statunitense
- 28 settembre - Ana Brnabić, politica e economista serba
- 28 settembre - Saverio Costanzo, regista e sceneggiatore italiano
- 28 settembre - Nadine Domond, ex cestista e allenatrice di pallacanestro statunitense
- 28 settembre - Nathalie Hugo, doppiatrice, conduttrice televisiva e attrice belga
- 28 settembre - Valérien Ismaël, allenatore di calcio e ex calciatore francese
- 28 settembre - Nino Khurtsidze, scacchista georgiana († 2018)
- 28 settembre - Lenny Krayzelburg, ex nuotatore statunitense
- 29 settembre - Abdullah Al-Waked, ex calciatore saudita
- 29 settembre - Albert Celades, allenatore di calcio e ex calciatore spagnolo
- 29 settembre - Néstor Jorge Cabrera, pilota motociclistico spagnolo († 2015)
- 29 settembre - Alfredo Nigro, tenore italiano
- 29 settembre - Jörgen Pettersson, ex calciatore e allenatore di calcio svedese
- 29 settembre - Domenico Romano, ex ciclista su strada italiano
- 29 settembre - Ava Vincent, ex attrice pornografica statunitense
- 30 settembre - Jay Asher, scrittore statunitense
- 30 settembre - Ta-Nehisi Coates, scrittore, giornalista e attivista statunitense
- 30 settembre - Marion Cotillard, attrice, modella e cantante francese
- 30 settembre - Andreas Ertl, allenatore di sci alpino e ex sciatore alpino tedesco
- 30 settembre - Dennis Gentenaar, ex calciatore olandese
- 30 settembre - Kieron Gillen, fumettista e giornalista britannico
- 30 settembre - Wopke Hoekstra, politico olandese
- 30 settembre - Christopher Jackson, attore, cantante e compositore statunitense
- 30 settembre - Marco Pittoni, carabiniere italiano († 2008)
- 30 settembre - Yoav Saffar, ex cestista israeliano
- 30 settembre - Marius Urzică, ex ginnasta romeno
- 30 settembre - Hélder Vicente, ex calciatore angolano